# Rockmond Dunbar
Rockmond Dunbar (n. 11 ianuarie 1973, Berkeley, California, SUA) este un actor și producător, cunoscut pentru Soul (2000), Kiss Kiss Bang Bang (2005) și Prison Break (2005). A fost căsătorit cu Maya Dunbar începând cu 8 iunie 2013, având 2 copii. Rockmond Dunbar a fost căsătorit anterior cu Ivy Holmes.

## Filmografie
| An                    | Titlu                              | Rol                              | Note                 |
| --------------------- | ---------------------------------- | -------------------------------- | -------------------- |
| 1993                  | Misery Loves Company               | Eric Haynes                      | film independent     |
| 1994–1995             | Earth 2                            | Baines                           | serial TV            |
| 1997                  | The Good News                      | Bonz                             | serial TV            |
| 1998                  | The Wayans Bros.                   | Barry                            | serial TV            |
| 1998                  | Two Guys, a Girl and a Pizza Place | Tommy                            | serial TV            |
| 1999                  | Pacific Blue                       | Tiger Bates                      | serial TV            |
| 1999                  | The Practice                       | Byron Little                     | serial TV            |
| 1999                  | The Pretender                      | Joe Taylor                       | serial TV            |
| 1999                  | Felicity                           | Man on Train                     | serial TV            |
| 2000                  | Punks                              | Darby                            | film independent     |
| 2000                  | G vs E                             | Sonny Rhymes                     | serial TV            |
| 2000–2004             | Soul Food                          | Kenny Chadway                    | serial TV            |
| 2001                  | All About You                      | Tim                              |                      |
| 2003–2004             | Girlfriends                        | Jalen                            | serial TV            |
| 2004                  | Hollywood Division                 | Det. Reginald Feiffer            | film TV              |
| 2004                  | North Shore                        | Agent Fernley                    | serial TV            |
| 2005                  | Kiss Kiss Bang Bang                | Mr. Fire                         |                      |
| 2005                  | Head Cases                         | Dr. Robinson                     | serial TV            |
| 2005–2007, 2009, 2017 | Prison Break                       | Benjamin Miles "C-Note" Franklin | serial TV            |
| 2006                  | Dirty Laundry                      | Patrick/Sheldon                  |                      |
| 2007                  | Heartland                          | Dr. Thomas Jonas                 | serial TV            |
| 2007                  | Shark                              | Teddy Banks                      | serial TV            |
| 2007                  | Grey's Anatomy                     | Sean Brotherton                  | serial TV            |
| 2007                  | CSI: Miami                         | James Reilly                     | serial TV            |
| 2008                  | The Family That Preys              | Chris                            |                      |
| 2008                  | Jada                               | Simon                            | film independent     |
| 2008                  | Alien Raiders                      | Kane                             | film independent     |
| 2009                  | Pastor Brown                       | Amir Rahiem                      | film TV (și regizor) |
| 2009, 2012–2013       | The Game                           | Pookie from Richmond             | serial TV            |
| 2010                  | Terriers                           | Detectiv Mark Gustafson          | serial TV            |
| 2010                  | Private Practice                   | Jacob Deever                     | serial TV            |
| 2012                  | Raising Izzie                      | Greg                             | film TV              |
| 2011–2013             | Sons of Anarchy                    | Sheriff Eli Roosevelt            | serial TV            |
| 2012–2013             | For Richer or Poorer               | Aubrey                           | serial TV            |
| 2013–2015             | The Mentalist                      | FBI Agent Dennis Abbott          | serial TV            |
| 2014                  | Curve Ball                         | James                            | film independent     |
| 2016–2017             | The Path                           | Detective Abe Gaines             | serial TV            |
| 2017                  | Scorpion                           | Scotty                           | serial TV            |
| 2018 - prezent        | 9-1-1                              | Michael Grant                    | serial TV            |
| 2018                  | City of Lies                       | Dreadlocks                       | Film                 |